# تارانت کرافورد
تارانت کرافورد (به انگلیسی: Tarrant Crawford) یک روستا و محله مدنی در بریتانیا است که در North Dorset واقع شده‌است. تارانت کرافورد ۲۰ نفر جمعیت دارد.